# WEC 51
WEC 51: Aldo vs. Gamburyan（ダブリューイーシー・フィフティワン：アルド・ヴァーサス・ガンブリャン）は、アメリカ合衆国の総合格闘技団体「WEC」の大会の一つ。2010年9月30日、コロラド州ブルームフィールドの1stバンク・センターで開催された。

## 大会概要
メインイベントでは王者ジョゼ・アルドと挑戦者マニー・ガンブリャンによるWEC世界フェザー級タイトルマッチが行なわれ、アルドがパウンドによるKO勝ちを収め2度目の王座防衛に成功した。
第6試合では中国人選手として初めてのWEC出場となったジャン・ティエカンがパブロ・ガーザと無敗対決を行い、ギロチンチョークで一本勝ちを収めた。
デメトリアス・ジョンソンは当初クリント・ゴドフリーと対戦予定であったが、対戦相手がニック・ペースに変更された。
キャリア13戦全勝のジャン・ティエカン、9戦全勝のパブロ・ガーザ、5戦全勝のROCバンタム級王者ニック・ペースがWECデビュー。

## 試合結果

### プレリミナリィカード
第1試合 バンタム級 5分3R
○  デメトリアス・ジョンソン vs.  ニック・ペース ×
3R終了 判定3-0（30-27、30-27、30-27）
第2試合 バンタム級 5分3R
○  アントニオ・バヌエロス vs.  チャド・ジョージ ×
3R終了 判定3-0（29-28、29-28、30-27）
第3試合 フェザー級 5分3R
○  ディエゴ・ヌネス vs.  テイラー・トナー ×
3R終了 判定3-0（29-28、29-28、30-27）
第4試合 ライト級 5分3R
○  クリス・ホロデッキー vs.  エド・ラトクリフ ×
3R終了 判定2-1（28-29、30-27、30-27）
第5試合 フェザー級 5分3R
○  マイク・ブラウン vs.  コール・プロヴァンス ×
1R 1:18 TKO（レフェリーストップ：パウンド）
第6試合 ライト級 5分3R
○  ジャン・ティエカン vs.  パブロ・ガーザ ×
1R 2:26 ギロチンチョーク

### メインカード
第7試合 フェザー級 5分3R
○  マーク・ホーミニック vs.  レオナルド・ガルシア ×
3R終了 判定2-1（29-28、28-29、29-28）
第8試合 フェザー級 5分3R
○  ジョージ・ループ vs.  ジョン・チャンソン ×
2R 1:30 KO（左ハイキック）
第9試合 バンタム級 5分3R
○  ミゲール・トーレス vs.  チャーリー・ヴァレンシア ×
2R 2:25 チョークスリーパー
第10試合 ライト級 5分3R
○  ドナルド・セラーニ vs.  ジェイミー・ヴァーナー ×
3R終了 判定3-0（30-27、30-27、30-27）
第11試合 WEC世界フェザー級タイトルマッチ 5分5R
○  ジョゼ・アルド vs.  マニー・ガンブリャン ×
2R 1:32 KO（右アッパー→パウンド）
※アルドが2度目の王座防衛に成功した。

### 各賞
ファイト・オブ・ザ・ナイト：ドナルド・セラーニ vs. ジェイミー・ヴァーナー
ノックアウト・オブ・ザ・ナイト：ジョージ・ループ
サブミッション・オブ・ザ・ナイト：ミゲール・トーレス
各選手にはボーナスとして10,000ドルが支給された。